# Secret Paths
Secret Paths is een muziekalbum van de Britse gitarist en zanger Dave Cousins. Hij gaat hiermee terug naar de roots van zijn muziekcarrière, de folk. Hij speelt op dit album samen met gitarist Melvin Duffy. Bijna alle liedjes zijn afkomstig van eerdere albums van Cousins, dan wel van zijn band Strawbs.

## Composities
1. Song of a sad little girl (4:55)
2. Plainsong (4:31)
3. The shepherd’s song (4:31)
4. I turned my face into the wind (3:03)
5. Ringing down the years (6:52)
6. Josephine, for better or for worse (4:01)
7. Canada (6:26)
8. How I need you (4:48)
9. I’ll show you where to sleep (3:41)
10. Beat the retreat (5:09)
11. Falling in love again (2:31)